# Ротичи
Ротичи — ныне исчезнувшее (в связи с затоплением территории села) село в Чернобыльском районе Киевской области Украины.
Предположительно в селе похоронен Алексей Васильевич Рыбалка — герой Советского Союза.
Некоторое время село принадлежало к Дымерскому району Киевской области.

## История
Во время ВОВ младший сержант Д. Чута, который родился в с. Краснопилка Гайсинского района Винницкой области, в ходе боев 29 — 30 сентября возле села Ротичи пулеметным огнём уничтожил 19 вражеских солдат, а еще 8 — в рукопашной схватке. 23-летний воин  удостоен звания Героя Советского Союза.

## Репрессии 1920-40 гг
- Гавриленко Тит Петрович, 1892 г.р., колхозник. 19.10.37/31.10.37.
- Городний Давид Федотович, 1898 г.р., колхозник. 14.08.37.
- Литовченко Кузьма Васильевич, 1884 г.р., колхозник. 21.03.33.
- Пирог Василий Трофимович, 1879 г.р., колхозник. 02.11.37.
- Пузько Петр Харитонович, 1887 г.р., колхозник. 13.09.37/21.09.37